# Келлі Крічка
Келлі Крічка (англ. Kelly Kryczka, 8 липня 1961) — канадська синхронна плавчиня.
Призерка Олімпійських Ігор 1984 року.
Чемпіонка світу з водних видів спорту 1982 року.
Переможниця Панамериканських ігор 1979 року.